# Sibilla (F 565)
La Sibilla è stata una corvetta della classe Gabbiano, costruita durante il secondo conflitto mondiale quando si verificò la necessità di scortare numerosi convogli verso la Libia. Dopo le vicende armistiziali riuscì a raggiungere la zona controllata dal costituendo Regno del Sud e prendere parte al prosieguo delle ostilità nella Marina Cobelligerante. In seguito prestò servizio nella Marina Militare italiana fino alla sua radiazione avvenuta nel 1971.

## Costruzione
La costruzione venne commissionata dalla Regia Marina al cantiere di Trieste, parte del lotto di navi noto come serie Artemide.
Lo scafo aveva un castello di prora molto alto e sovrastrutture in posizione arretrata che contribuirono a dotare queste unità di buona tenuta di mare, molto carente nel naviglio di scorta italiano, costruito prima dell'entrata in guerra.
La propulsione, oltre ai motori diesel per la marcia normale, prevedeva due motori elettrici per la marcia silenziosa per consentire alle unità, durante la caccia ai sommergibili, di eseguire la ricerca nella quasi totale assenza di vibrazioni e di sorgenti rumorose rendendo così più facile avvicinarsi all'obbiettivo senza essere scoperti. I motori diesel Fiat M 407 vennero costruiti nel 1942 dalla FIAT Grandi Motori. I motori Fiat M 407 di questa unità, realizzata a Trieste venne costruito dalla Fabbrica Macchine "Sant'Andrea" di Trieste. La nave venne sottoposta a pitturazione mimetica e il distintivo ottico d'identificazione differiva rispetto a quello adottato da cacciatorpediniere, torpediniere ed avvisi, perché era costituito da un numero progressivo a partire da 11 fino a 70, preceduto dalla lettera “C”, poi variato in identificativo a due lettere ed infine nel numerale F 565.

## Storia

### Nella Regia Marina e nella Marina Cobelligerante
La nave fu oggetto della cerimonia della consegna alla Regia Marina il 5 giugno 1943, e l'equipaggio prese parte al pranzo speciale offerto dai Cantieri Navali S. Marco di Monfalcone. In seguito passò una ventina di giorni a Trieste, poi un mese a Pola per l'addestramento e, infine, venne trasferita a Brindisi in piena zona di operazione.

Monopoli - 8 settembre 1943, dalla Corvetta Sibilla.

Tra il 6 e 8 settembre 1943 la Sibilla venne inviata in solitario nel golfo di Manfredonia in pendolamento antisommergibile, poiché un peschereccio italiano aveva visto, di notte, emergere un sommergibile nemico; pendolò in ascolto ecogoniometrico questo golfo tutto il giorno 6, 7 e parte del giorno 8 settembre, senza trovare alcuna traccia di sommergibili nemici. Venne poi ordinato di venire a sud, sempre in ascolto, doppiando Barletta, Trani e Bari. Verso le 16 del giorno 8 settembre, dopo Bari, si diffuse la notizia che un comunicato radio aveva trasmesso il preannuncio dell'armistizio, precisando che più tardi ci sarebbe stato il messaggio del Maresciallo Badoglio alla Nazione per informarla dell'armistizio chiesto e accettato dagli alleati. A quel punto, la nave cessò l'ascolto ecogoniometrico. Ricevuto l'incarico di scortare dal canale di Otranto la motonave Istria fino a Brindisi, la raggiunse di notte e la identificò visivamente nonostante l'equipaggio fosse impegnato a nave oscurata a festeggiare l'armistizio tanto da non rispondere alla richiesta di identificazione. Arrivati alle 23 a Brindisi le due navi ormeggiarono in rada tra gli spari dei festeggiamenti a terra. Il 10 settembre poco dopo le ore 16, con la nave ancorata in porto vicino al Castello Svevo di Brindisi, dalla nave venne avvistato quasi di fronte al monumento del Marinaio, un incrociatore leggero della classe Capitani Romani che issava il vessillo reale, lo Scipione Africano. Di seguito entrò in porto la corvetta Baionetta, gemella della Sibilla, andando ad attraccarvisi a fianco con a poppa un gruppo di persone in abiti civili. Era la famiglia reale italiana fuggita da Roma, la Regina, Vittorio Emanuele III, il Maresciallo Badoglio, il Generale Vittorio Ambrosio, L'ammiraglio Raffaele de Courten e tutti gli altri membri del Governo; una volta a terra, un'auto fu pronta per riceverli e per portarli su nel Castello svevo - di proprietà della Regia Marina - proprio di fronte al Sibilla e Baionetta e negli anni duemila sede della componente navale della forza da sbarco italiana, la Brigata San Marco.

### Nella Marina Militare
Nel dopoguerra, insieme alle altre corvette entrate a far parte della Marina Militare, fu sottoposta ad importanti lavori di modifica particolarmente nell'armamento e vennero sbarcati i motori elettrici. Abbandonata la pitturazione mimetica le unità superstiti fino al 1951 circa utilizzarono la pitturazione della cobelligeranza, che prevedeva colorazione grigio scuro per lo scafo e grigio chiaro per le sovrastrutture; in questo periodo il distintivo ottico d'identificazione fu cambiato, ritornando al sistema tradizionale delle due lettere, per poi passare alla colorazione grigio chiaro e a partire da febbraio del 1953 assumere il nuovo sistema d'identificazione ottica NATO che prevedeva per tutte le unità inquadrate come “navi scorta di 2ª classe” (fregate, torpediniere e corvette), la lettera “F”, seguita da un numero a tre cifre iniziante con “5” per le unità italiane, nello specifico F 565.
Nel 1947 vennero installate apparecchiature elettroniche relativamente moderne. Nel corso di questo primo ciclo di lavori le unità vennero sottoposte al rifacimento della plancia di comando, le mitragliere binate da 20/65 sostituite con un complesso binato da 40/56, venne estesa la scudatura del cannone da 100/47 per migliorare la protezione del personale. Per quello che riguarda l'elettronica, Sibilla fu dotata di radar di navigazione SMA tipo NSM 8, sistemato sull'albero tripode.
Ulteriori lavori di ammodernamento vennero fatti successivamente tra il 1952 e il 1954 e dopo questo secondo ciclo di lavori la nave sbarcò il cannone da 100/47 e nave Sibilla venne armata per la componente contraerea da quattro cannoni da 40/56mm e per la componente antisommergibile da un porcospino quattro lanciabombe e due scaricabombe.
La nave venne utilizzata per compiti di pattugliamento e di vigilanza pesca fino alla radiazione.